# 拉舒基
51°43′53″N 31°39′9″E / 51.73139°N 31.65250°E
拉舒基（烏克蘭語：Лашуки），是烏克蘭北部的村莊，隸屬切爾尼希夫州的切爾尼希夫區。該村面積1.15平方公里，海拔高度115米，2006年人口111，人口密度每平方公里99.5人。